# Asilus hebes
Asilus hebes är en tvåvingeart som beskrevs av Walker 1855. Asilus hebes ingår i släktet Asilus och familjen rovflugor. Inga underarter finns listade i Catalogue of Life.